# Сердюк Павло Олександрович
Павло́ Олекса́ндрович Сердю́к (народився 4 березня 1926 в селі Велика Павлівка, нині Зіньківського району Полтавської області — помер 5 квітня 1999, похований у Ніжині) — український літературний критик, літературознавець, член Спілки письменників України, викладач Ніжинського державного університету імені Гоголя.

## Біографія
Народився в родині хлібороба. Був відмінником навчання. Перед війною, втратив матір. Після війни працював у колгоспі будівельником, конюхом, орачем, косарем, обліковцем, бригадиром.
Влітку 1946 року вступив на заочне відділення Гадяцького педучилиша, учителював у селах району, завідував початковою школою, знову працював у рідному селі як фахівець української мови і літератури, сількор районної й республіканської преси, редактор і диктор місцевого радіомовлення.
Вищу освіту здобув, навчаючись заочно у Харківському університеті ім. М. Горького. За порадою своїх університетських наставників, працюючи у школі, розпочав дослідницькі літературознавчі спроби. 
З 1961 року виступає як літературний критик, публікує рецензії, статті, теоретичні розвідки на сторінках «Літературної України», журналів «Дніпро», «Вітчизна», «Жовтень», «Українська мова і література в школі» та інших періодичних видань. 
1963 року у видавництві «Радянський письменник» з'являється його перша книжка — літературно-критичиний нарис «Платон Воронько»
За цим монографічним дослідженням весною 1965 захистив дисертацію в Харківському університеті, здобувши науковий ступінь кандидата філологічних наук. Восени
того ж року став викладачем вузів, спершу Умамського педінституту, згодом — Донецького університету, з 1966 р. член Спілки письменників СРСР. 
Влітку 1968 р. переїжджає на Чернігівщину, де працює доцентом кафедри української літератури Ніжинського педагогічного інституту імені Миколи Гоголя.

## Праці
Є автором більше 150 критичних та науково-методичних статей, між ними «Платон Воронько» (1963), «Людина в поемі» (1970), «Етапи творчого неспокою» (1971).
Автор монографій "Невичепність пізнання" (1989), "У світлиці поезії" (Ніжин, 1993).